# Witchetty-Made
Witchetty-Made (englisch witchetty grub) ist die in Australien verwendete Bezeichnung für große weiße, sich von Holz ernährende Larven der Holzbohrer (Cossidae), Wurzelbohrer (Hepialidae) oder auch Bockkäfer (Cerambycidae).

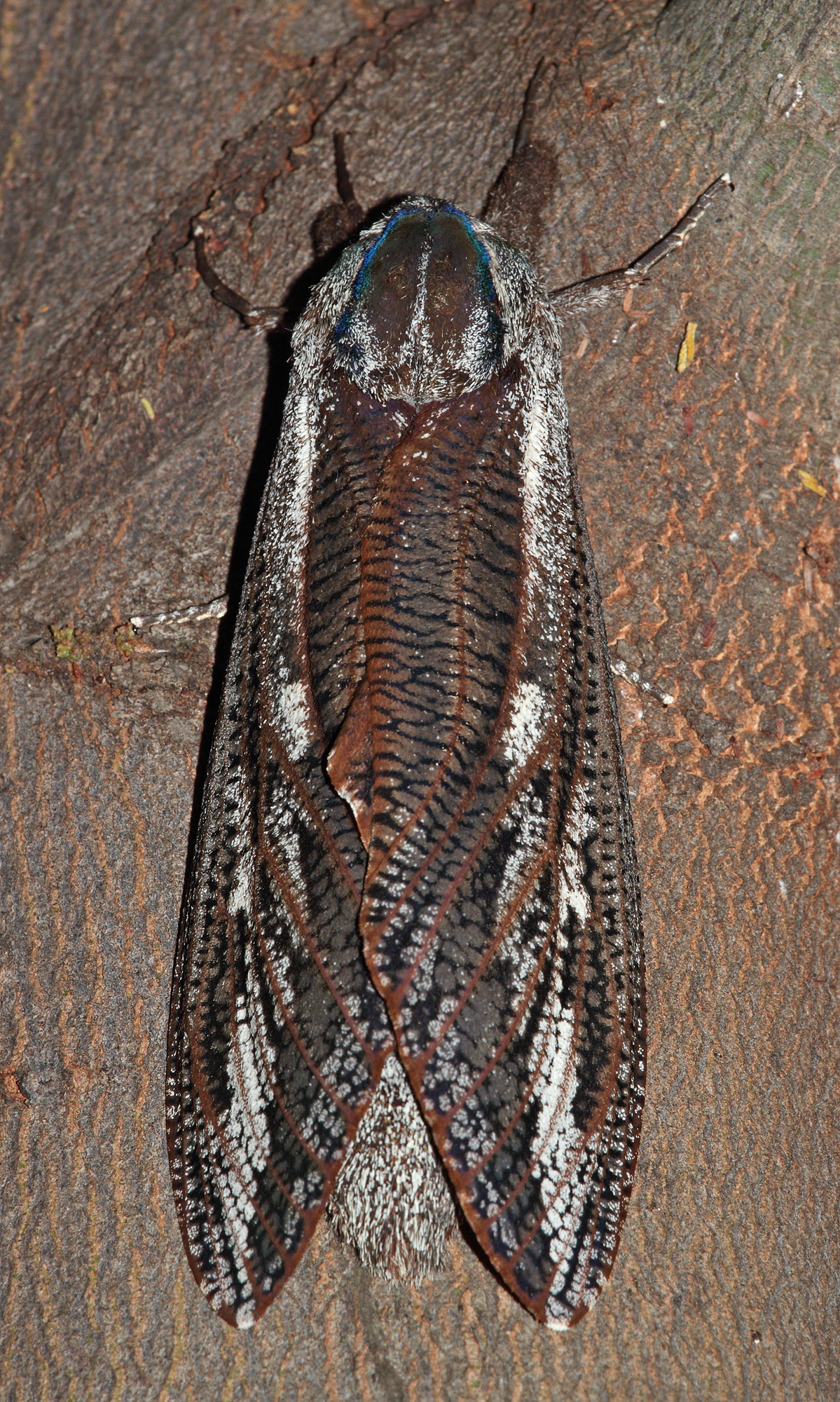
Imago von Endoxyla leucomochla

Vornehmlich ist mit dem Begriff Witchetty-Made die bis zu 7 cm große Holzbohrerlarve der Endoxyla leucomochla (vormals Xyleutes leucomochla) gemeint. Sie ernährt sich vom Holz der in Australien endemischen Akazienart Acacia kempeana, die umgangssprachlich unter anderem auch witchetty bush genannt wird und so namensgebend ist. Das Wort witchetty entstammt der Sprache der Adnyamathanha, einem im Nordosten Südaustraliens beheimateten Stamm der Aborigines. Es setzt sich aus „krummer Zweig“ (wityu) und „Larve“ (vartu) zusammen.

## Verwendung als Lebensmittel

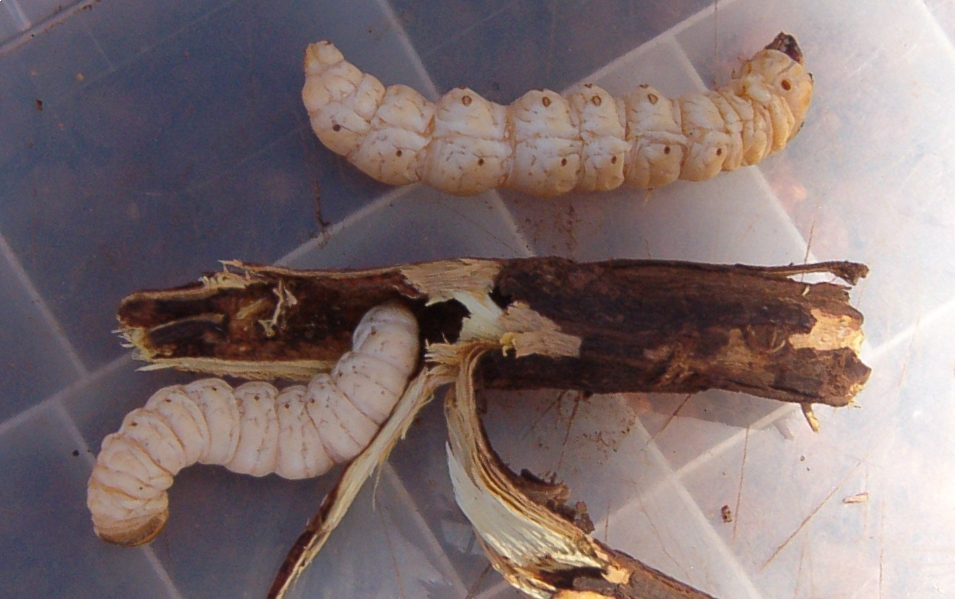
Verzehrfertige Witchetty-Maden

Die Bezeichnung witchetty grub wird hauptsächlich dann gebraucht, wenn man von der Larve als Speiseinsekt spricht. Sie sind sowohl roh als auch gegrillt essbar. Da sie sehr eiweißhaltig sind, waren sie ein wichtiger Bestandteil der Nahrung als Bush Food der australischen Ureinwohner. Sie sind heute abgepackt in einigen Supermärkten erhältlich. Der Geschmack soll an Nüsse erinnern, was darauf zurückgeführt wird, dass sie sich ausschließlich von Holz ernähren.

## Bezeichnung „Bardi grub“
Von bardi grub spricht man in Australien meistens, wenn diese Larven von Fischern an Süßwassergewässern als Köder beim Fang eingesetzt werden. Ursprünglich wurde die Bezeichnung für die Larve des Borkenkäfers Bardistus cibarius benutzt.

## Quelle
1. ↑  Witchetty Grub. In: Alan Davidson: The Oxford Companion to Food. 2. edition, edited by Tom Jaine. Oxford University Press, Oxford u. a. 1999, ISBN 0-19-280681-5.